# Jeff Stern
Jeffrey Bernard Stern, detto Jeff (Dallas, 23 agosto 1970), è un ex cestista statunitense, professionista in Europa.